# Joseph-Antoine Lefebvre de La Barre
Joseph-Antoine Lefebvre de La Barre (ur. 21 lutego 1622, zm. 4 maja 1688 w Paryżu) – francuski polityk, żołnierz i administrator. Doradca parlamentu, gubernator kolejno: Paryża, Grenoble, Gujany Francuskiej i Nowej Francji.
Początek urzędowania Lefebvre’a w Nowej Francji zaczął się od nieszczęśliwych wypadków. W Quebecu wybuchł pożar, trawiąc dolne miasto. Spowodowało to upadek ducha i demoralizację wśród kolonistów. Ponownie też uaktywnili się Irokezi, którzy nie tylko atakowali kolonistów, lecz także indiańskich sprzymierzeńców Francuzów. Główną misją Lefebvre’a było rozwinięcie lokalnego rolnictwa, tak by wreszcie zapewnić samowystarczalność ekonomiczną kolonii. Próba zbrojnego rozwiązania konfliktu nie powiodła się. Irokezi zmusili Francuzów do podpisania upokarzającego dla nich traktatu pokojowego nad rzeką La Famine. Dalszy napór Irokezów oraz Kompania Zatoki Hudsona skomplikowały wewnętrzne sprawy kolonii. Jako że Lefebvre wyraźnie nie potrafił zapanować nad sytuacją, został odwołany ze swego stanowiska.